# Gambusino

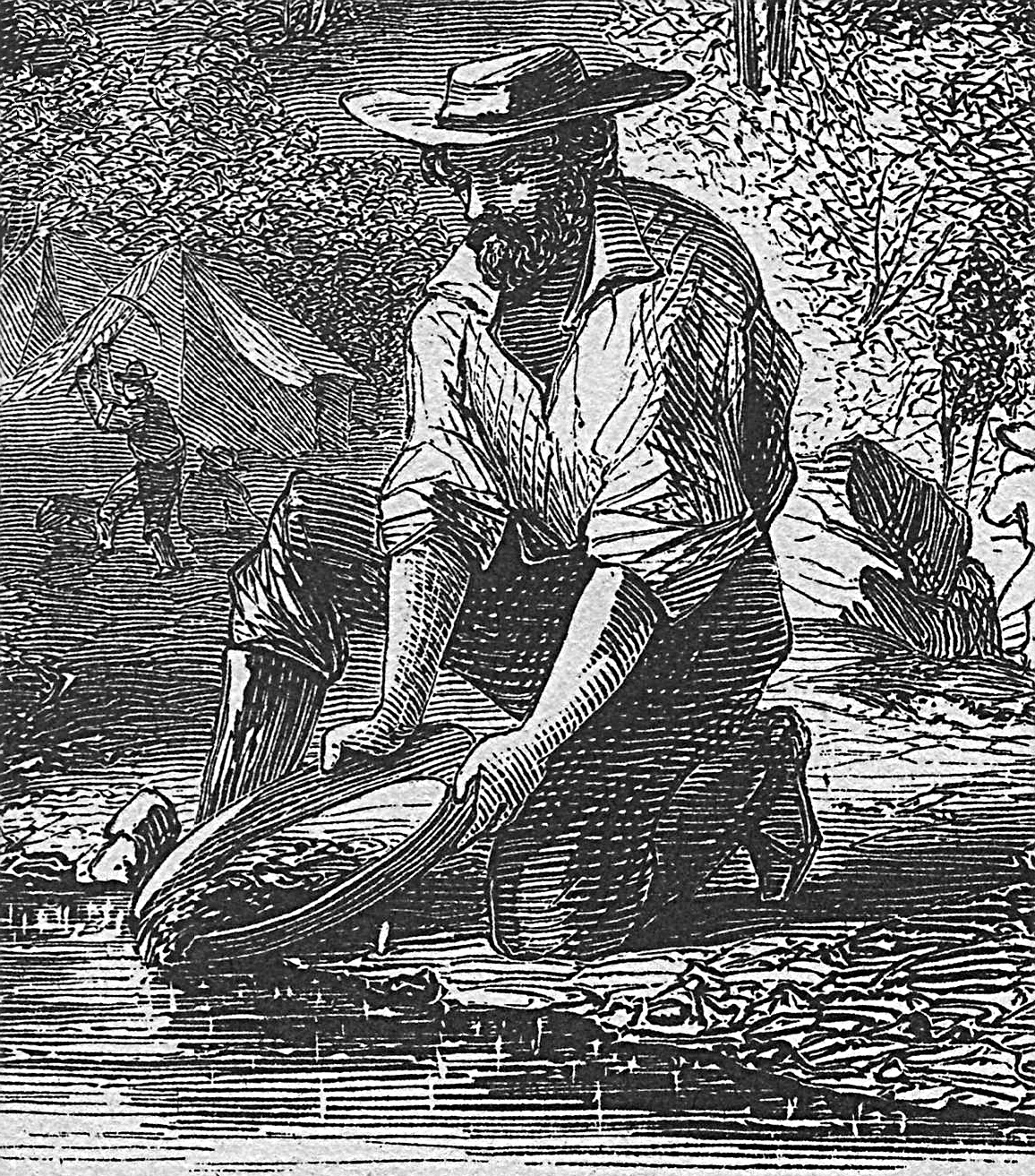
Gambusino cribando en el río Mokelumne.

El mexicanismo gambusino describe a los buscadores de minerales y mineros de pequeña escala. También describe los buscadores de oro norteamericanos que durante las fiebres del oro del siglo XIX exploraban el terreno de Estados Unidos y Canadá.
Los gambusinos que acudieron a las fiebres del oro no estaban entrenados para reconocer el mineral o las zonas de riqueza potencial, por lo que dependían en gran medida de su suerte. Muy pocos gambusinos se enriquecieron con las fiebres del oro.
Los gambusinos actuaban tanto de manera individual como colectiva. En los primeros años de la fiebre del oro, el mineral podía ser recogido de los lechos de los ríos. La selección se hacía visualmente, utilizando una criba para separar la arena y otros minerales.
Cuando se agotó el oro de los ríos, los gambusinos comenzaron a asociarse para explorar otras fuentes del mineral, recurriendo a la minería tradicional y desarrollando técnicas como la minería hidráulica.
El origen etimológico es incierto, la hipótesis más plausible es que se deriva de gamusino.